# Aviaekspress Airlines
Aviaekspress Airlines of Aviaexpress Aircompany is een Oekraïense vrachtluchtvaartmaatschappij met thuisbasis in Kiev.

## Geschiedenis
Aviaekspress Airlines werd opgericht in 2001.

## Vloot
De vloot van Aviaekspress Airlines bestond in maart 2007 uit:
- 1 Antonov AN-26(A)